# Tetiuixi (Mordòvia)
|  | Per a altres significats, vegeu «Tetiúixi». |

Tetiuixi (en rus i èrzia: Тетюши) és un poble de la República de Mordòvia, a Rússia, segons el cens del 2010 tenia 272 habitants, pertany al municipi de Bolxie Manadixí.